# Un bleu dans la marine
Pour plus de détails, voir Fiche technique et Distribution.
Un bleu dans la marine (Navy Blue Days) est une comédie muette sortie le 30 mai 1925. Le film est réalisé par Scott Pembroke & Joe Rock.

## Synopsis
1er carton : Stan - - marin de 1re classe - - gagne 30 dollars par jour - - une fois par mois 
Stan Laurel, marin en escale dans un port mexicain, s'invite à une invitation de Grenadine la fiancée de son officier, Filbert, fortement attiré par le poulet grillé. Il en profite pour avoir le béguin et détrône son chef dans le cœur de cette dernière. Malheureusement, le caïd de la ville, Peter Vermicelli, prend mouche et s’ensuit une course poursuite dans la ville.
À noter, un gag avec une caisse en partance pour Puerto Deseado via U.S.S. Perhaps

## Distribution
- Stan Laurel - Stan
- Julie Leonard - Grenadine
- Glen Cavender - Pete Vermicelli

## Fiche technique
- Photo : Edgar Lyons
- Producteur : Joe Rock
- Distribution : Pathé Exchange
- Langue : anglais